# Селіште-де-Беюш
Селіште-де-Беюш (рум. Săliște de Beiuș) — село у повіті Біхор в Румунії. Входить до складу комуни Будуряса.
Село розташоване на відстані 375 км на північний захід від Бухареста, 61 км на південний схід від Ораді, 89 км на захід від Клуж-Напоки, 136 км на північний схід від Тімішоари.

## Населення
За даними перепису населення 2002 року у селі проживали 264 особи, усі — румуни. Усі жителі села рідною мовою назвали румунську.